# 澳門二星級酒店
澳門二星級酒店是以澳門旅遊局的標準作評訂，設施達到二星級標準之酒店。一般客源是長時間因公幹而留澳或不求奢華的旅客。

## 文華酒店
文華酒店位於澳門福隆下街30-34號，毗鄰新馬路、福隆新街、司打口、十六號碼頭等舊城區，鄰近景點有大型娛樂渡假村十六浦及手信街。房間數目約40間。

## 回力酒店
回力酒店位處澳門新口岸區的回力娛樂場內，由澳門博彩股份有限公司經營。酒店毗鄰港澳碼頭和海立方，鄰近景點包括澳門漁人碼頭、澳門金沙娛樂場及盛世蓮花等。房間數目約91間。

## 東亞酒店
東亞酒店位於澳門新埗頭街1號A，於1935年9月8日開業，毗鄰新馬路、司打口、十六號碼頭等舊城區，鄰近景點有大型娛樂渡假村十六浦、議事亭前地及手信街等。房間數目約98間。

## 南天酒店
南天酒店  地址：約翰四世大馬路南灣巷4號南天酒店，電話：28711212   位於中區，毗鄰水坑尾、南灣及新馬路等，附近景點有：大三巴、八角亭、葡京、新葡京以及澳門英皇娛樂酒店、新麗華、新八佰伴等

## 英京酒店
英京酒店位於澳門司打口4-6號，毗鄰新馬路、司打口、下環及十六號碼頭等舊城區，鄰近景點有大型娛樂渡假村十六浦及手信街。房間數目約46間。該酒店於2008年曾作全新装修。

## 高華酒店
高華酒店位於澳門福隆新街71號，毗鄰新馬路、十六號碼頭等舊城區，鄰近景點有大型娛樂渡假村十六浦、議事亭前地及手信街等。房間數目約28間。

## 假期酒店
假期酒店位於澳門鏡湖馬路36-38號，毗鄰大三巴風景區，房間數目約44間。

## 康泰酒店
康泰酒店位於澳門十月初五街177-179號A，毗鄰十月初五街、沙梨頭、新馬路、十六號碼頭等舊城區，鄰近景點有大型娛樂渡假村十六浦及手信街。房間數目約20間。

## 萬事發酒店
萬事發酒店位於澳門火船頭街162-178號，毗鄰新馬路、司打口、下環及十六號碼頭等舊城區，鄰近景點有大型娛樂渡假村十六浦及手信街。房間數目約75間。

## 濠江酒店
濠江酒店位於澳門道德巷1號，毗鄰新馬路、司打口、下環及十六號碼頭等舊城區，鄰近景點有大型娛樂渡假村十六浦及手信街。房間數目約40間。